# Cyperus ovatus
Cyperus ovatus är en halvgräsart som beskrevs av William Baldwin. Cyperus ovatus ingår i släktet papyrusar, och familjen halvgräs. Inga underarter finns listade i Catalogue of Life.